# José María Chávez Fernández
José María Chávez Fernández fue un político peruano. 
Fue elegido diputado por la provincia de Acomayo en 1892. Su mandato se vio interrumpido por la Guerra civil de 1894. En 1895, luego de la guerra civil, fue reelecto durante el segundo gobierno de Nicolás de Piérola en el inicio de la República Aristocrática. En 1893, durante su gestión, llegó a formar parte de la mesa directiva de la Cámara de Diputados durante la presidencia de Mariano Valcárcel como prosecretario, compartiendo función con los diputados cusqueños Federico Luna y Peralta y Eliseo Araujo.